# 烏田景通
烏田 景通（からすだ かげみち）は、戦国時代の武将。筑前国怡土郡に所領を有する。子に烏田武通。

## 生涯
筑前国怡土郡で750町の地を領した国人・烏田氏に生まれる。筑前国怡土郡に原田氏と烏田氏両家の要害があり、その在名から「烏田氏」を称した。景通以前の系譜は不明だが、原田隆種の家臣に烏田通勝がいる。
没年は不明。子の武通が後を継ぎ、大内氏滅亡後に毛利氏家臣となっている。